# Giải BAFTA lần thứ 27
Giải BAFTA lần thứ 27, được trao bởi Viện Hàn lâm Nghệ thuật Điện ảnh và Truyền hình Anh Quốc năm 1974 để tôn vinh những bộ phim xuất sắc nhất năm 1973.

## Chiến thắng và đề cử
BAFTA Fellowship: David Lean
| Phim hay nhất Day for Night – François Truffaut - The Day of the Jackal – Fred Zinnemann - The Discreet Charm of the Bourgeoisie – Luis Buñuel - Don't Look Now – Nicolas Roeg | Đạo diễn xuất sắc nhất François Truffaut – Day for Night - Fred Zinnemann – The Day of the Jackal - Luis Buñuel – The Discreet Charm of the Bourgeoisie - Nicolas Roeg – Don't Look Now |
| Nam diễn viên chính xuất sắc nhất Walter Matthau – Charley Varrick vai Charley Varrick Walter Matthau – Pete 'n' Tillie vai Pete - Donald Sutherland – Don't Look Now vai John Baxter - Donald Sutherland – Steelyard Blues vai Jesse Veldini - Laurence Olivier – Sleuth vai Andrew Wyke - Marlon Brando – Last Tango in Paris vai Paul | Nữ diễn viên chính xuất sắc nhất Stéphane Audran – The Discreet Charm of the Bourgeoisie vai Alice Senechal Stéphane Audran – Just Before Nightfall vai Helene Masson - Diana Ross – Lady Sings the Blues vai Billie Holiday - Glenda Jackson – A Touch of Class vai Vickie Allessio - Julie Christie – Don't Look Now vai Laura |
| Nam diễn viên phụ xuất sắc nhất Arthur Lowe – O Lucky Man! vai Charlie Johnson - Denholm Elliott – A Doll's House vai Nils Krogstad - Ian Bannen – The Offence vai Baxter - Michael Lonsdale – The Day of the Jackal vai Claude Lebel | Nữ diễn viên phụ xuất sắc nhất Valentina Cortese – Day for Night vai Severine - Delphine Seyrig – The Day of the Jackal vai Colette de Montpellier - Ingrid Thulin – Cries and Whispers vai Karin - Rosemary Leach – That'll Be the Day vai Mary Maclaine                                                                        |
| Kịch bản xuất sắc nhất The Discreet Charm of the Bourgeoisie – Luis Buñuel và Jean-Claude Carrière - The Day of the Jackal – Kenneth Ross - Sleuth – Anthony Shaffer - A Touch of Class – Melvin Frank và Jack Rose | Quay phim xuất sắc nhất Don't Look Now – Anthony B. Richmond - Cries and Whispers – Sven Nykvist - Jesus Christ Superstar – Douglas Slocombe - Sleuth – Oswald Morris - Travels with My Aunt – Douglas Slocombe |
| Quay phim xuất sắc nhất The Hireling – Phyllis Dalton - Brother Sun, Sister Moon – Danilo Donati - A Doll's House – Beatrice Dawson - Jesus Christ Superstar – Yvonne Blake | Dựng phim xuất sắc nhất The Day of the Jackal – Ralph Kemplen - Charley Varrick – Frank Morriss - Don't Look Now – Graeme Clifford - The National Health – Ralph Sheldon |
| Nhạc phim hay nhất O Lucky Man! – Alan Price - Pat Garrett and Billy the Kid – Bob Dylan - Sounder – Taj Mahal - State of Siege – Mikis Theodorakis | Thiết kế sản xuất xuất sắc nhất The Hireling – Natasha Kroll - England Made Me – Tony Woollard - Roma – Danilo Donati - Sleuth – Ken Adam |
| Âm thanh xuất sắc nhất Jesus Christ Superstar – Les Wiggins, Gordon McCallum và Keith Grant - The Day of the Jackal – Nicholas Stevenson và Robert Allen - The Discreet Charm of the Bourgeoisie – Guy Villette và Luis Buñuel - Don't Look Now – Rodney Holland, Peter Davies và Bob Jones                                              | Phim hoạt hình ngắn hay nhất Tchou Tchou - Balablok |
| Phim tài liệu hay nhất Grierson – National Film Board of Canada | Phim chuyên môn hay nhất A Man's World - The Pastfinders - Who Sold You This, Then? - WSP |
| Giải John Grierson Caring for History - Artistry in Tureens - The Scene from Melbury House - Without Due Care | Giải Liên Hợp Quốc State of Siege – Costa-Gavras - Jesus Christ Superstar – Norman Jewison - Savages – James Ivory - Sounder – Martin Ritt |
| Diễn viên mới xuất sắc nhất Peter Egan – The Hireling vai Captain Hugh Cantrip - David Essex – That'll Be the Day vai Jim Maclaine - Jim Dale – Adolf Hitler: My Part in His Downfall vai Spike Milligan - Kris Kristofferson – Pat Garrett and Billy the Kid vai Billy the Kid                                                          | |

## Thống kê
| Số lượng | Phim                                  |
| -------- | ------------------------------------- |
| 7        | The Day of the Jackal                 |
| 7        | Don't Look Now                        |
| 5        | The Discreet Charm of the Bourgeoisie |
| 4        | Jesus Christ Superstar                |
| 4        | Sleuth                                |
| 3        | Day for Night                         |
| 3        | The Hireling                          |
| 2        | Charley Varrick                       |
| 2        | Cries and Whispers                    |
| 2        | A Doll's House                        |
| 2        | O Lucky Man!                          |
| 2        | Pat Garrett and Billy the Kid         |
| 2        | Sounder                               |
| 2        | State of Siege                        |
| 2        | That'll Be the Day                    |
| 2        | A Touch of Class                      |

| Số lượng | Phim                                  |
| -------- | ------------------------------------- |
| 3        | Day for Night                         |
| 3        | The Hireling                          |
| 2        | The Discreet Charm of the Bourgeoisie |
| 2        | O Lucky Man!                          |